# Миклаши (Дятловский район)
Миклаши́ (бел. Міклашы) — деревня в Дятловском сельсовете Дятловского района Гродненской области Республики Беларусь. По переписи населения 2009 года в Миклашах проживало 29 человек.

## География
Миклаши расположены в 5 км к юго-востоку от Дятлово, 146 км от Гродно, 9 км от железнодорожной станции Новоельня.

## История
В 1898 году Миклаши — деревня в Дятловской волости Слонимского уезда Гродненской губернии (10 дворов). В 1880 году в Миклашах проживал 41 человек.
В 1887 году в Миклашах насчитывалось 12 домов, проживало 64 человека. В 1905 году — 57 жителей.
В 1921—1939 годах Миклаши находились в составе межвоенной Польской Республики. В сентябре 1939 года Миклаши вошли в состав БССР.
В 1996 году Миклаши входили в состав колхоза «Нива». В деревне насчитывалось 27 дворов, проживало 55 человек.